# Benyeda János
Benyeda János (Kecel, 1945. október 25. – 2019. július 11.) magyar kutató állatorvos, a Prophyl Állategészségügyi Diagnosztikai Kutató és Szolgáltató Kft. egyik alapító tulajdonosa.

## Családja
Felesége dr. Varga Éva állatorvos. Három lánya van, Zsófia állatorvos, Zsuzsanna gyógyszerész, valamint Katalin.

## Életpályája
Kiskunhalason a Mezőgazdasági Technikumban érettségizett, majd  1969-ben állatorvosi diplomát az Állatorvos-tudományi Egyetemen szerzett Budapesten. Ezután virológiai kutatásokat folytatott az Egyetem Járványügyi és Mikrobiológiai Tanszékén sertések és csirkék enterális vírusos megbetegedései témakörében. Felesége,  Éva 1972-ben fejezte be egyetemi tanulmányait, majd kutatóként dolgozott az Állatgyógyászati Oltóanyag Ellenőrző Intézetben, majd Budapesten  a Magyar Tudományos Akadémia Állatorvos-tudományi Kutatóintézetében Budapesten. Az 1970-es évek végén a család  Mohácsra költözött.
Benyeda János feleségével Mohácson 1991-ben megalaította a Prophyl Kft-t. Ez a társaság Európában piacvezető az összes, jelenleg ismert baromfi betegségtől mentes, úgynevezett SPF-tojás előállításában.
Benyeda János 2019 júliusában hunyt el.  

## Publikációi
- Magzatkárosodással járó enterovírus-fertőzés sertésekben (Mészáros Jánossal és Reibling Józseffel (1973)

## Díjai, elismerései
- Arany Érdemkereszt (2012)
- Mohács díszpolgára